# Nicole Krauss
Nicole Krauss, född 18 augusti 1974 på Manhattan i New York, är en amerikansk författare.
Nicole Krauss slog igenom för den breda publiken med boken The history of love, på svenska Kärlekens historia. Även hennes böcker Man utan minne,  Det stora huset  och Dunkel skog har översatts till svenska. Krauss fick sin utbildning vid Somerville College i Oxford.
Krauss växte upp på Long Island utanför New York. Föräldrarna, som var ingenjör respektive ortopedisk kirurg, hade  inte något särskilt intresse för litteratur och därför upptäckte hon böcker på egen hand. Hon började läsa tidigt och läste mycket europeisk litteratur. Hon började även skriva i tidiga år, först poesi, men slog sedan igenom som romanförfattare. Mellan 2004 och 2014 var hon gift med författaren Jonathan Safran Foer och tillsammans har de två söner. Krauss är bosatt i Brooklyn, New York.